# Antonio Vela Pons
Antonio Vela Pons (nacido en 1951) es licenciado en Ciencias Físicas (Universidad de Navarra, 1974) y doctor en Ciencias Físicas (Universidad de Valencia, 1996).
Actualmente, y desde 1993, ejerce como profesor titular de Escuela Universitaria en el área de Física Aplicada en el Departamento de Física de la Universidad Pública de Navarra. Su especialidad es la acústica.

## Vida profesional[2][3]

### Investigador
Su labor investigadora se ha centrado en el campo de la Acústica Arquitectónica, más concretamente en el estudio de parámetros acústicos de auditorios determinantes de la inteligibilidad de la palabra y la música, obtenidos in situ y mediante modelización computacional, lo que ha dado lugar a distintas publicaciones en revistas nacionales e internacionales y a comunicaciones en congresos.
Ha participado en distintos Proyectos I+D financiados en convocatorias públicas y ha sido investigador principal en un Proyecto Nacional de Investigación.

### Docente
Imparte docencia en distintas titulaciones de la Escuela Técnica Superior de Ingenieros Industriales y de Telecomunicación de la Universidad Pública de Navarra.
En la Facultad de Ciencias Humanas y Sociales de la Universidad Pública de Navarra imparte docencia en el Máster Universitario de Formación del Profesorado de Secundaria, en el ámbito de las Ciencias Experimentales.
También realiza la labor de tutor de Proyectos Final de Carrera/Grado, así como Proyectos Fin de Máster, y ha impartido numerosas conferencias dentro del programa de la Unidad de Cultura Científica "Charlas de divulgación en centros de bachillerato", y cursos de formación de profesores de secundaria en diversos Centros de Formación de Profesores de Navarra, La Rioja y Euskadi.

### Divulgador científico
En el año 2012 fue uno de los promotores del Club de Amigos de la Ciencia, organización que ha estado presidiendo desde su fundación hasta principios de 2017, cuando Silvia Díaz Lucas le relevó del cargo.
Como divulgador de ciencia, ha impartido y desarrollado diversos eventos de divulgación científica. de entre las que destacan las demostraciones y charlas científicas en "Ciencia en el bar". También ha realizado escritos de prensa en favor de la ciencia y colabora con la sección científica del programa "Me importas tú" de Navarra Televisión.